# Närkes runinskrifter 22
Närkes runinskrifter 22 är ett fragment av ett gravmonument från Glanshammars kyrka i Glanshammars socken, Örebro kommun. Stenen hittades vid en restaurering av kyrkan 1910-1911 och har sedan 1912 varit deponerad i Örebro läns museum i Örebro.
Ristningen är gjord i kalksten och stenfragmentet har måtten 52 x 35 x 10 cm. Troligen är ristningen gjord i slutet av 1000-talet eller början av 1100-talet.
Huvuddelen av stenen är täckt av ornamentik. Bara en runa är fullständigt bevarad på stenen, nämligen r. Innan denna är nedre delen av en runa bevarad som av den i läsriktningen nedåtlutande bistaven att döma måste vara ett n. Efter r är nedre delen av huvudstav bevarad men man kan inte sluta sig till vilken runa det är. Bevarat av inskriften är alltså bara 
...nr-...
vilket inte tillåter något uttalande om vilket ord det rör sig om. 
Enligt Sune Lindqvist kommer fragmenten Nä 22 och Nä 21 från samma gravmonument, medan Sven B.F. Jansson menar att det inte kan vara så på grund av skillnaderna i huggningsteknik och struktur.